# Ян Потоцки
Ян Непому̀цен Пото̀цки, герб Пилава (на полски: Jan Nepomucen Potocki) е полски аристократ и писател в Жечпосполита.

## Биография
Роден е на 8 март 1761 година в имението Пиково край Варшава. Син е на граф Юзеф Потоцки, герб Пилава. Прекарва младежките си години в Женева и Лозана, където получава много добро образование. Учи във военно-инженерна академия във Виена.
Постъпва в Малтийския орден и участва в операции на малтийската флота в Средиземно море. Посещава Италия и Сицилия. Проявява интерес към езотериката и мистицизма и се предполага, че е бил във връзка с масонски кръгове.
Участва в работата на революционния Четиригодишен сейм, свикан във Варшава в 1788 г., наречен още сейм на Жечпосполита; служи при Александър I в руското министерство на външните работи.
Трагично загива на 2 декември 1815 година, като се самоубива в имението си Уладовка (край Бердичев).

## Творчество
Ян Потоцки е един от първите славяноведи, принадлежат му 24 големи труда (напечатани са в малък брой екземпляри и затова се смятат за рядкост), освен множество статии и карти. В съчинението си: „Essai sur l'histoire universelle et recherches sur la Sarmatie“ (Варшава, 1789 – 92) описва така наречения „регресивен метод“. Други негови значителни трудове са: „Chroniques, mémoires et recherches pour servir а l'histoire des tous les peuples Slaves“ (Варшава, 1793), „Voyage daus quelques parties de la Basse Saxe pour la recherche des antiquités Slaves“ (Хамбург, 1795), „Fragments historiques et géographiques sur la Scythie, la Sarmatie et les Slaves“ (Брауншвайг, Берлин, 1796), „Histoire primitive des peuples de la Russie“ (Санкт Петербург, 1802), „Histoire ancienne du gouvernement de Cherson“ (Санкт Петербург, 1804), „Atlas archéologique de la Russie européenne“ (3 изд., 1829), „Voyage dans les Steps d'Astrakhan et de Caucase“ (Париж, 1829).
Най-известното произведение на Ян Потоцки „Ръкопис, намерен в Сарагоса“ е публикувано за първи път през 1847 г. оттогава е преиздавано и превеждано на много езици. От някои литературни критици и от сюрреалистите Ян Потоцки се счита за предшественик на естетиката на фантастичното в литература. Цветан Тодоров, френски литературовед от български произход, в „Увод във фантастичната литература“ (1970) посочва Ръкописа като пример за романите на фантастика на чудноватото и странното и го цитира често.
Според изследвания на съвременни литературоведи романът е от изключително значение и поради използването от автора на многобройни форми на повествование като: разказ в разказ, философски разсъждения, либертариански идеи. Това е роман за самия роман.

## За него
- R. Caillois, Dzieje człowieka i książki. Tłum. L. Kukulski, W: Odpowiedzialność i styl, Warszawa 1967.
- Władysław Kotwicz, Jan hrabia Potocki i jego podróż do Chin, Wydawnictwo Lux, Wilno 1935.
- A. Kroh, Jan Potocki. Daleka podróż, tłum. W. Dłuski, Warszawa 2007.
- F. Rosset, D. Triaire, Jan Potocki, tłum. A. Wasilewska, Warszawa 2006 (W.A.B., 514 str., ISBN 83-7414-234-0).